# Jemandem einen Vogel zeigen

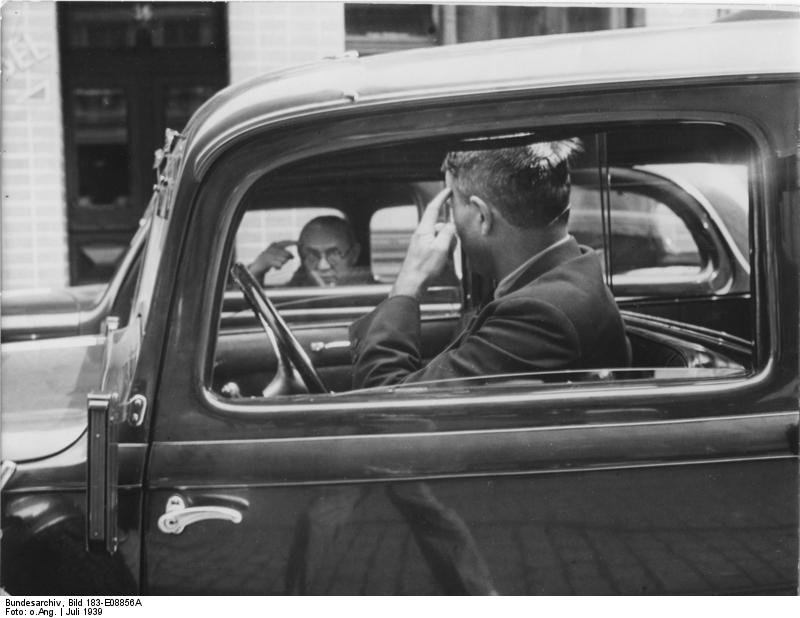
„Autofahrergruß“: Zwei Autofahrer zeigen sich einen Vogel, 1939

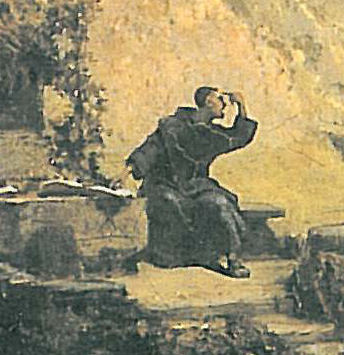
Carl Spitzweg: Streitende Einsiedler (Ausschnitt)

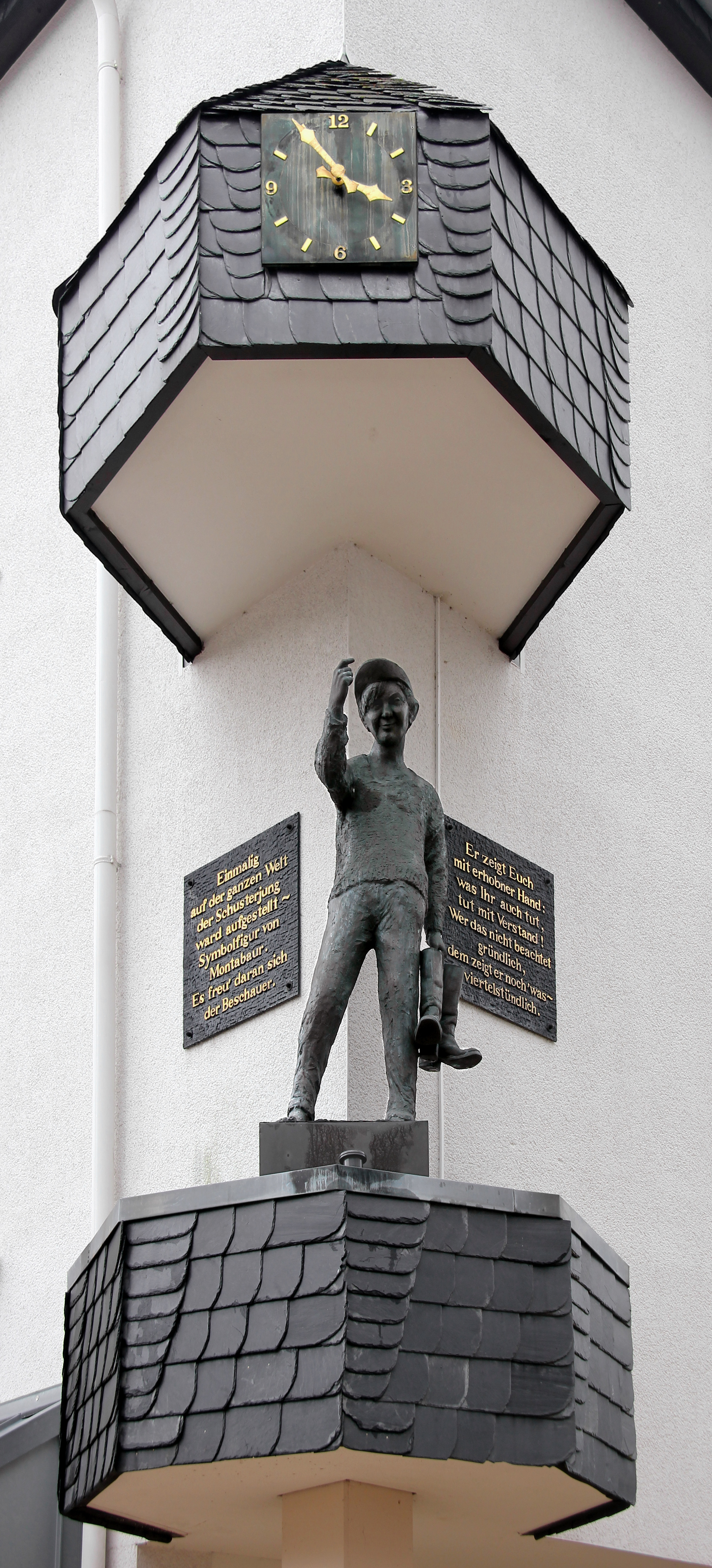
Schusterjunge (Montabaur) zeigt einen Vogel

Jemandem einen Vogel zeigen bezeichnet im Deutschen eine beleidigende Geste, die dem Empfänger unterstellt, „einen Vogel zu haben“, also nicht recht bei Verstand zu sein. Hierbei tippt man sich meist mit dem Zeigefinger gegen die eigene Schläfe oder die Stirn. Im Straßenverkehr drückt dieses ironisch auch als „Autofahrergruß“ bezeichnete Handzeichen im Besonderen Unmut über die Fahrweise eines anderen Verkehrsteilnehmers aus. Strafrechtlich kann es in Deutschland als Beleidigung gewertet werden.

## Ursprung
Die Geste geht laut „Wörterbuch der deutschen Idiomatik“ („Duden – Redewendungen“) vermutlich auf den alten Volksglauben zurück, dass Tiere – und insbesondere Vögel – sich im Gehirn eines Menschen einnisten und eine Geistesstörung verursachen können.
Der Wiener Medizinhistoriker Johann Werfring hingegen erklärt den Ursprung des „Vogelzeigens“ (vor allem hinsichtlich der sprachlichen Implikationen) mit der einstmaligen Bezeichnung „Vogelköpfe“ für mikrocephale Menschen (= Menschen mit kleinen Köpfen). Bei der Mikrocephalie handelt es sich um eine Entwicklungsbesonderheit beim Menschen (geistige Behinderung), bei welcher der Kopf (wie auch das Gehirn) eine vergleichsweise geringe Größe aufweist.

## Varianten
- Bei der „Wangenschraube“ zeigt man sich meist mit dem Zeigefinger gegen die eigene Wange und dreht dabei die Hand.
- „Scheibenwischer“ oder „Mattscheibe zeigen“: Bei dieser Geste „wischt“ man sich mit der flachen Hand (mit etwas Abstand) übers eigene Gesicht.

## Rechtslage in Deutschland
Das OLG Düsseldorf gab 1960 einer Revision gegen die Verurteilung wegen Beleidigung nicht statt. Begründet wurde dies wie folgt: 

„Das Tippen an der Stirn, um das verkehrsmäßige Verhalten eines anderen Verkehrsteilnehmers zu kritisieren, stellt sich als Bekunden einer persönlichen Missachtung dar. Beim Angeklagten habe der Amtsrichter die Beleidigung mit dem Tippen an der Stirn und die hiermit zum Ausdruck gebrachten Meinung erblickt, der Zeuge sei geistig nicht normal. […] Es mag sein, dass eine solche Geste nicht überall und unbedingt ehrverletzenden Charakter hat. Unter Erwachsenen, sich völlig fremden Menschen, wie sie sich im Straßenverkehr gegenüberstehen, stellt sie aber einen Ausdruck der Missachtung dar.“

Als Doppelvogel wird das Tippen mit beiden Zeigefingern an die Stirn bezeichnet, stellt jedoch nach dem OLG Düsseldorf keine Ehrverletzung dar (Az.: 5 Ss 383/95-21). Ein anderes Gericht sah dagegen im Doppelvogel eine Beleidigung.